# L'Homme à tête de chou
Pour l'album de reprise d'Alain Bashung, voir L'Homme à tête de chou (album d'Alain Bashung).
Albums par Serge Gainsbourg
Rock Around the Bunker
(1975) Aux armes et cætera
(1979)
Bandes originales par Serge Gainsbourg
Je t'aime moi non plus
(1976) Madame Claude
(1977)
L’Homme à tête de chou est un album-concept de Serge Gainsbourg, sorti en 1976. 
Malgré un succès commercial initialement faible, L'Homme à tête de chou sera certifié disque d'or sept ans plus tard.

## Historique
L'Homme à tête de chou est le quatrième concept-album de Serge Gainsbourg après Histoire de Melody Nelson en 1971, qui ne remporte pas de succès immédiatement, Vu de l'extérieur en 1973 et Rock Around the Bunker en 1975, qui sont accueillis dans la quasi-indifférence, malgré le succès d'estime de Je suis venu te dire que je m'en vais en single pour le premier, et le thème assez difficile de la Seconde Guerre mondiale, tourné en dérision et qui provoque un esclandre, pour le second.
L'album tire son titre d'une sculpture de Claude Lalanne, épouse de l’artiste agenais François-Xavier Lalanne, acquise par Gainsbourg et présente sur la pochette de l’album. Malgré d'excellents titres[non neutre], les plus connus de l'album, L'homme à tête de chou, Marilou Reggae, Marilou sous la neige et Variations sur Marilou[réf. nécessaire], l'album ne connaîtra pas le succès escompté à l'époque et attendra quelques années plus tard pour être réhabilité en étant considéré comme une œuvre influente du paysage musical français et redécouvert par un public plus jeune.
Le style de ce disque est moins rock que le précédent, même si la guitare électrique est présente sur la plupart des titres. En effet, il contient de la musique pop comme sur Variations sur Marilou ou Marilou sous la Neige, de la world music, avec des percussions africaines — comme dans Gainsbourg Percussions, en 1964, ou dans L’Ami Caouette, en 1975 — sur des titres comme Transit à Marilou, Premiers Symptômes ou Lunatic Asylum, mais aussi de la musique électronique, avec des synthétiseurs présents sur Premiers Symptômes, Variations sur Marilou ou Lunatic Asylum.
En 2011 sort le premier album posthume d’Alain Bashung où ce dernier réinterprète L’Homme à tête de chou. Cet album devait être accompagné d’un spectacle de danse créé par Jean-Claude Gallotta.
Remix de l'album en 2023.

## Analyse de l'histoire
- Si vous ne connaissez pas le sujet, laissez ce bandeau (vous pouvez alors contacter les auteurs).
- Si vous supprimez le contenu mis en cause (vous pouvez préalablement contacter les auteurs),

argumentez précisément cette suppression dans la page de discussion
(un manque de référence n'est pas un argument ; une recherche réelle de référence doit avoir été effectuée, être formellement documentée).

### L'homme à tête de chou
Cette chanson résume l'histoire de cet album : une histoire d'amour aliénait le narrateur, un quadragénaire échotier de journal à scandale (une feuille de chou). Le reste de l'album permet à l'auditeur de comprendre la raison de cette descente aux enfers.

### Chez Max coiffeur pour homme
Dans ce morceau, le narrateur se fait couper les cheveux "Chez Max coiffeur pour hommes", où il tombe amoureux de Marilou, shampouineuse délurée. Le narrateur l'invite à dîner ce soir-là.

### Marilou Reggae
Lorsque Marilou danse le reggae, elle excite les sens du narrateur, faisant naître en lui des idées lubriques.

### Transit à Marilou
Le gratte-papier se voit pilote et se pilote en Marilou. Mais c'est Marilou qui domine cet amour depuis sa tour de contrôle.

### Flash forward
Un soir, l'amant malmené rentre à l'improviste chez Marilou. Vision terrible : Marilou est entre deux hommes nus "et semblait une guitare rock à deux jacks".

### Aéroplanes
Dans ce morceau, le narrateur fait allusion aux aventures de Tarzan.
Marilou ("Jane") est accrochée à Tarzan qui se balance "de liane en liane". Le narrateur ("Chita le singe"), jaloux, leur "cavale au cul dans la savane" et se fait traiter de "fauché, plouc, minable, abominable bouc" par Marilou.

### Premiers symptômes
Le malheureux narrateur, humilié, sent ses oreilles se transformer en feuilles de chou.

### Ma Lou Marilou
Ce morceau, sous l'apparence d'une chanson d'amour à la mélodie légère et langoureuse, révèle la jalousie du narrateur et la menace de violence qui finira par se réaliser.

### Variations sur Marilou
Marilou est toujours à ses jeux érotiques, sous le regard jaloux du narrateur malheureux. Les 7 minutes 30 dévolues à ce morceau sont un exercice peu représenté dans la chanson française. 

### Meurtre à l'extincteur
Jaloux, le narrateur assassine Marilou à coup d'extincteur sur le crâne.

### Marilou sous la neige
Le narrateur, malheureux, a caché le corps de Marilou sous la neige carbonique de l'extincteur.

### Lunatic asylum
La mort de Marilou hante l'esprit de son assassin, le conduisant à la folie. L'homme est envoyé en psychiatrie.

## Réception
Selon l'édition française du magazine Rolling Stone, cet album est le 28e meilleur album de rock français. Il a été certifié disque d'or en France pour plus de 100 000 exemplaires écoulés.

### Gainsbourg / Bashung / Gallotta / Clavaizolle
Le chorégraphe Jean-Claude Gallotta a créé un spectacle de danse contemporaine en collaboration avec Alain Bashung pour l'interprétation et Denis Clavaizolle qui en réalise toutes les orchestrations et compose les musiques additionnelles. Ce projet mené en 2008 n'a pu totalement aboutir avec la mort de Bashung qui devait interpréter sur scène l'album revisité et complété par Denis Clavaizolle (afin de l'allonger en durée). Denis Clavaizolle s'est efforcé, dans les derniers mois de 2008, d'aboutir à une bande enregistrée suffisante en évoquant, lors de rencontres avec l'artiste, des couleurs et ambiances sonores style The Doors, Mahler, Captain Beefheart, afin de permettre à Gallotta d'aller au bout du projet chorégraphique qu'il peut présenter le 12 novembre 2009 lors de la création à la MC2 de Grenoble.
Par rapport à l'album, Denis Clavaizolle a pensé les musiques additionnelles et les arrangements et orchestrations comme une musique de film pour évoquer la tension, la jalousie, le sexe, la folie, la violence tout au long de ce ballet : « Je pense qu'il faut envisager cet album comme un scénario, et créer dans la musique les sentiments que l'on ressent dans le texte. »
L'album repris par Alain Bashung sort le 7 novembre 2011, chez Barclay.

## Liste des chansons
| No  | Titre                         | Durée |
| --- | ----------------------------- | ----- |
| 1.  | L'homme à tête de chou        | 2:59  |
| 2.  | Chez Max coiffeur pour hommes | 1:58  |
| 3.  | Marilou Reggae                | 2:11  |
| 4.  | Transit à Marilou             | 1:32  |
| 5.  | Flash Forward                 | 2:36  |
| 6.  | Aéroplanes                    | 2:36  |
| 7.  | Premiers symptômes            | 1:14  |
| 8.  | Ma Lou Marilou                | 2:41  |
| 9.  | Variations sur Marilou        | 7:40  |
| 10. | Meurtre à l'extincteur        | 0:47  |
| 11. | Marilou sous la neige         | 2:23  |
| 12. | Lunatic Asylum                | 3:21  |

## Les musiciens
- Serge Gainsbourg : composition, chant
- Alan Parker : guitare rythmique
- Judd Proctor : guitare
- Brian Odgers : basse
- Dougie Wright : batterie
- Jim Lawless : percussions
- Alan Hawkshaw : claviers, arrangements
- Kay Garner, Jean Hawker, Clare Torry : chœurs